# Xylophanes cosmius
Xylophanes cosmius är en fjärilsart som beskrevs av Rothschild och Jordan 1906. Xylophanes cosmius ingår i släktet Xylophanes och familjen svärmare. Inga underarter finns listade i Catalogue of Life.